# 드래그 시티
드래그 시티(영어: Drag City)는 일리노이주 시카고에 위치한 독립 레코드 레이블로, 1990년 댄 코레츠키와 댄 오스본이 세웠다. 인디 록, 노이즈 록, 사이키델릭 포크, 얼터너티브 컨터리, 그리고 실험 음악을 하는 음악가들이 소속되어 있다. 또한 보니 프린스 빌리, 빌 칼라한, 조애나 뉴섬, 실버 주스 등 평론가들로부터 극찬을 받은 음악가들이 소속되어 있다.

## 음악가
- 고스트
- 조애나 뉴섬
- 윌 올덤 (보니 프린스 빌리, 팰리스 뮤직 etc.)
- 짐 오루크
- 페이브먼트
- 제시카 프랫
- 퍼플 마운틴스
- 레티시아 사디에
- 실버 주스
- 스테레오랩